# Dirk Vannetelbosch
Dirk Vannetelbosch (Leuven, 11 februari 1965) is een Belgische pastoor. Hij bracht zijn jeugd door in Meerbeek. Vannetelbosch werd priester gewijd op 1 juni 1998 en dient sindsdien de katholieke gemeenschap in Jette. Hij is bekend om zijn betrokkenheid bij diverse gemeenschapsactiviteiten en als pastoor in de Sint-Pieterskerk in Jette.

## Carrière
Dirk Vannetelbosch begon zijn loopbaan als pastoor na zijn studies in theologie en priesterwijding. Hij is vooral bekend geworden door zijn werk in Jette, waar hij zich inzet voor zowel de spirituele als de sociale noden van zijn parochianen.

### Innovatieve Initiatieven
Vannetelbosch staat bekend om zijn innovatieve initiatieven binnen de kerk. Hij organiseert luistermomenten over gevoelige onderwerpen zoals misbruik binnen de kerk, waarbij hij benadrukt dat de kerk haar verantwoordelijkheid niet wil ontlopen. Deze aanpak toont zijn bereidheid om moeilijke kwesties aan te pakken en een open dialoog te bevorderen.

### Sociale Betrokkenheid
Een van de meest opvallende aspecten van Vannetelbosch is zijn betrokkenheid bij de Blue Knights, een internationale motorclub voor politieagenten en hulpverleners. Hij staat bekend als de "padre" van deze groep en organiseert regelmatig motorzegeningsevents.